# Alex Sandro
Alex Sandro Lobo Silva (* 26. ledna 1991 Catanduva) je brazilský profesionální fotbalista, který hraje na pozici levého obránce za brazilský klub CR Flamengo a za brazilský národní tým.

## Klubová kariéra
Alex Sandro je odchovancem brazilského klubu Atletico Paranaense. Do A-týmu se dostal v roce 2008, o dva roky později přestoupil do uruguayského klubu Deportivo Maldonado a okamžitě odešel na hostování do Santosu. V roce 2011 přestoupil do portugalského Porta za částku okolo 10 milionu euro. O půlroku později do klubu přišel i jeho bývalý spoluhráč, Brazilec Danilo. 

### Juventus
Po čtyřech letech přestoupil do klubu italského mistra, do Juventusu. Svůj první gól za Juventus  vstřelil 17. ledna proti Udinese a přispěl tak k drtivé výhře 4:0. Zde vyhrál domácí double v prvních třech sezónách. Následně ještě s klubem vyhrál dvakrát italský titul (v sezónách 2018/19 a 2019/20) a domácí pohár v roce 2021.

## Reprezentační kariéra
S brazilskou reprezentací U20 vyhrál Mistrovství světa hráčů do 20 let 2011 konané v Kolumbii.
S brazilským olympijským výběrem do 23 let získal stříbrnou medaili na Letních olympijských hrách 2012 ve Velké Británii (Brazílie podlehla ve finále Mexiku 1:2).

## Statistiky

### Klubové
K 12. březnu 2022
| Klub           | Sezóna  | Liga          | Liga   | Liga | Pohár  | Pohár | Kontinentální poháry | Kontinentální poháry | Ostatní | Ostatní | Celkem | Celkem |
| Klub           | Sezóna  | Liga          | Zápasy | Góly | Zápasy | Góly  | Zápasy               | Góly                 | Zápasy  | Góly    | Zápasy | Góly   |
| -------------- | ------- | ------------- | ------ | ---- | ------ | ----- | -------------------- | -------------------- | ------- | ------- | ------ | ------ |
| Paranaense     | 2008    | Série A       | 1      | 0    | 0      | 0     | —                    | —                    | 0       | 0       | 1      | 0      |
| Paranaense     | 2009    | Série A       | 16     | 0    | 0      | 0     | —                    | —                    | 8       | 1       | 24     | 1      |
| Paranaense     | Celkem  | Celkem        | 17     | 0    | 0      | 0     | 0                    | 0                    | 8       | 1       | 25     | 1      |
| Santos (host.) | 2010    | Série A       | 24     | 1    | 4      | 1     | —                    | —                    | 1       | 1       | 29     | 3      |
| Santos (host.) | 2011    | Série A       | 6      | 0    | —      | —     | 11                   | 0                    | 7       | 0       | 24     | 0      |
| Santos (host.) | Celkem  | Celkem        | 30     | 1    | 4      | 1     | 11                   | 0                    | 8       | 1       | 53     | 3      |
| Porto          | 2011/12 | Primeira Liga | 7      | 1    | 1      | 0     | 1                    | 0                    | 3       | 0       | 12     | 1      |
| Porto          | 2012/13 | Primeira Liga | 25     | 1    | 0      | 0     | 6                    | 0                    | 5       | 0       | 36     | 1      |
| Porto          | 2013/14 | Primeira Liga | 26     | 0    | 6      | 0     | 11                   | 0                    | 5       | 0       | 48     | 0      |
| Porto          | 2014/15 | Primeira Liga | 28     | 1    | 0      | 0     | 11                   | 0                    | 1       | 0       | 40     | 1      |
| Porto          | 2015/16 | Primeira Liga | 1      | 0    | 0      | 0     | 0                    | 0                    | —       | —       | 1      | 0      |
| Porto          | Celkem  | Celkem        | 87     | 3    | 7      | 0     | 29                   | 0                    | 14      | 0       | 137    | 3      |
| Juventus       | 2015/16 | Serie A       | 22     | 2    | 5      | 0     | 5                    | 0                    | —       | —       | 32     | 2      |
| Juventus       | 2016/17 | Serie A       | 27     | 3    | 4      | 0     | 11                   | 0                    | 1       | 0       | 43     | 3      |
| Juventus       | 2017/18 | Serie A       | 26     | 4    | 2      | 0     | 10                   | 0                    | 1       | 0       | 39     | 4      |
| Juventus       | 2018/19 | Serie A       | 31     | 1    | 2      | 0     | 9                    | 0                    | 1       | 0       | 43     | 1      |
| Juventus       | 2019/20 | Serie A       | 29     | 1    | 5      | 0     | 6                    | 0                    | 1       | 0       | 41     | 1      |
| Juventus       | 2020/21 | Serie A       | 26     | 2    | 3      | 0     | 5                    | 0                    | 0       | 0       | 34     | 2      |
| Juventus       | 2021/22 | Serie A       | 21     | 0    | 2      | 0     | 7                    | 1                    | 1       | 0       | 31     | 1      |
| Juventus       | Celkem  | Celkem        | 182    | 13   | 23     | 0     | 53                   | 1                    | 5       | 0       | 263    | 14     |
| Celkem         | Celkem  | Celkem        | 316    | 17   | 34     | 1     | 93                   | 1                    | 35      | 2       | 478    | 21     |

### Reprezentační
K 27. lednu 2022
| Brazílie | Brazílie | Brazílie |
| Rok      | Zápasy   | Góly     |
| -------- | -------- | -------- |
| 2011     | 2        | 0        |
| 2012     | 4        | 0        |
| 2017     | 4        | 0        |
| 2018     | 3        | 1        |
| 2019     | 10       | 0        |
| 2020     | 0        | 0        |
| 2021     | 12       | 1        |
| 2022     | 1        | 0        |
| Celkem   | 36       | 2        |

#### Reprezentační góly
Skóre a výsledky Brazílie jsou vždy zapisovány jako první.
| Gól | Datum           | Místo                                                    | Soupeř         | Skóre | Výsledek | Soutěž            |
| --- | --------------- | -------------------------------------------------------- | -------------- | ----- | -------- | ----------------- |
| 1.  | 12. října 2018  | Mrsool Park, Rijád, Saúdská Arábie                       | Saúdská Arábie | 2:0   | 2:0      | Přátelský zápas   |
| 2.  | 17. června 2021 | Estádio Olímpico Nilton Santos, Rio de Janeiro, Brazílie | Peru           | 1:0   | 4:0      | Copa América 2021 |

## Úspěchy

### Klubové

#### Santos
- Copa do Brasil: 2010
- Pohár osvoboditelů: 2011
- Campeonato Paulista: 2010, 2011

#### Porto
- Primeira Liga: 2011/12, 2012/13
- Supertaça Cândido de Oliveira: 2013

#### Juventus
- Serie A: 2015/16, 2016/17, 2017/18, 2018/19, 2019/20
- Coppa Italia: 2015/16, 2016/17, 2017/18, 2020/21
- Supercoppa italiana: 2018

### Reprezentační

#### Brazílie U20
- Mistrovství světa do 20 let: 2011

#### Brazílie
- Copa América: 2019[5]

### Individuální
- Tým roku Serie A – 2016/17,[6] 2017/18[7]